# 22161 Santagata
22161 Santagata este un asteroid din centura principală de asteroizi.

## Descriere
22161 Santagata este un asteroid din centura principală de asteroizi. A fost descoperit pe 29 noiembrie 2000 la Socorro, New Mexico, în cadrul proiectului LINEAR. Asteroidul prezintă o orbită caracterizată de o semiaxă mare de 2,73 ua, o excentricitate de 0,09 și o înclinație de 2,5° în raport cu ecliptica.